# 2011年达喀尔拉力赛

2011年达喀尔拉力赛路线。

2011年达喀尔拉力赛于2011年1月1日至16日在南美洲的阿根廷和智利举办。这是第32届达喀尔拉力赛，是阿根廷和智利连续第三年承办这一赛事。本届比赛共有参赛车辆430辆，比赛线路分为13个赛段。
大众车队的卡塔尔车手纳赛尔·阿尔-阿提亚凭借总用时45小时16分16秒的成绩夺得了本届达喀尔拉力赛汽车组的总冠军。
卡玛兹车队的俄罗斯车手弗拉基米尔·察金以总用时48小时28分54秒的成绩获得卡车组的总冠军。
KTM车队的西班牙车手马克·科马以总用时51小时25分的成绩获得摩托车组的总冠军。